# 山陽駅 (慶尚北道)
山陽駅（サニャンえき）は、大韓民国慶尚北道聞慶市にかつて存在した韓国鉄道公社の駅である。

## 歴史
- 1966年1月27日 - 開業。
- 2001年7月1日 - 廃止。

## 隣の駅
韓国鉄道公社
慶北線
店村駅 - 山陽駅 - 龍宮駅